# Стипетич, Петар
Петар Стипетич (хорв. Petar Stipetić; 24 октября 1937, Огулин, Югославия — 14 марта 2018, Загреб, Хорватия) — югославский и хорватский военный деятель, генерал армии Вооружённых сил Хорватии, начальник генерального штаба Армии Хорватии (2000—2003). Участник гражданской войны в Югославии.

## Биография
Петар Стипетич родился в Огулине 24 октября 1937 года, в родном городе окончил среднюю школу. В 1956 году Стипетич поступил в военный ВУЗ, который окончил в 1959 году. В 1967 году он поступил в Высшую военную академию, которую окончил в 1969 году. После этого он поступил в военную академию в 1975 году и закончил её год спустя.
Во время распада Югославии Стипетич информировал хорватские власти о планах и состоянии Югославской народной армии. После создания хорватской армии, Стипетич был приглашён президентом Франьо Туджманом в качестве заместителя начальника генерального штаба Антона Туса. Во время войны в Хорватии Стипетич командовал восточно-славонским фронтом и участвовал в боях у Осиека. В декабре 1992 года он был назначен командующим военным округом Загреба, а в сентябре 1994 года был переведён в Генеральный штаб как помощник начальника Генерального штаба.
Стипетич участвовал в боевых действиях в Западной Славонии и был одним из командующих операцией «Буря» в августе 1995 года. После войны, 10 марта 2000 года был назначен начальником Генерального штаба. 30 декабря 2002 года Петар Стипетич вышел в отставку.
Умер 14 марта 2018 года в Загребе. Похороны прошли 20 марта 2018 года на кладбище Мирогой.

## Награды
- Орден Бана Йосипа Елачича
- Орден Николы Шубича Зриньски
- Памятная медаль Отечественной войны
- Памятная медаль Отечественной благодарности
- Орден Хорватского плетения
- Орден хорватского трилистника